# Seiichi Tanabe
Seiichi Tanabe (田辺誠?, Tanabe Seiichi; Tokyo, 3 aprile 1969) è un attore giapponese.
Ha iniziato la sua carriera nel mondo dello spettacolo nel 1992, e da allora ha partecipato a molte pellicole cinematografiche e dorama di successo. Assieme a Kazuki Kitamura è stato anche uno dei giovani volti scelti da Takashi Miike per alcuni dei suoi primi film. Ha vinto i premi come miglior attore al 24° "Yokohama Film Festival" con Hush! e al 27° "Hochi Film Award" con Harmful Insect.

## Filmografia parziale

### Cinema
- Blues Harp, regia di Takashi Miike (1998)
- Ring 0: The Birthday (リング0 バースデイ Ringu 0 - Bāsudei), regia di Norio Tsuruta (2000)
- Honey and Clover (ハチミツとクローバー Hachimitsu to Clover), regia di Masahiro Takada (2006)
- Liar Game - The Final Stage  (ライアーゲーム ザ・ファイナルステージ Raiā Gēmu: Za Fainaru Sutēji), regia di Hiroaki Matsuyama (2010)
- Koisoru Vampire (恋する ヴァンパイア?), regia di Mai Suzuki (2015)
- Bleach (film) (2018)

### Televisione
- Rasen - serie televisiva (Fuji Tv, 1999)
- Sei il mio cucciolo (Kimi wa Petto) - dorama (TBS, 2003)
- Satomi Hakkenden - miniserie televisiva (TBS, 2006)
- Kami no shizuku - dorama (NTV, 2009)
- Futatsu no Spica - serie televisiva (NHK, 2009)
- Shōkōjo Seira - dorama (2009)
- Jūichinin mo iru! - dorama (2011)
- Boku, Unmei no Hito desu. - dorama (2017)